# Arthur Häggblad
Arthur Häggblad (n. 14 august 1908, Nordmaling, Comitatul Västerbotten, Suedia – d. 16 iunie 1989, Stockholm, Suedia) a fost un schior de fond ce a reprezentat Suedia, medaliat olimpic. A participat la o ediție a Jocurilor Olimpice (1936) în care a câștigat o medalie de bronz.